# INDIVIDUAL EMOTION
『INDIVIDUAL EMOTION』（インディビデュアル・エモーション）は、上木彩矢の4枚目のアルバム。

## 概要
- 移籍第1弾アルバム。初のインストを含むオリジナル・アルバムで、ベスト・アルバム『AYA KAMIKI Greatest Best』と同時発売された。
- 初回盤はビーイング（WEED、GIZA studio）在籍時の楽曲をファン投票での人気順に収録した。

## 収録曲

### DISC 1
1. introduction 〜INDIVIDUAL EMOTION〜
  - 作曲・編曲：tasuku
2. The Light
  - 作詞：上木彩矢 / 作曲：水野新太郎、間力 / 編曲：tasuku

日本テレビ系「音楽戦士 MUSIC FIGHTER」POWER PLAY
3. TO-THE-ATTACK
  - 作詞：上木彩矢 / 作曲：Junpei Takada / 編曲：ats-

日本テレビ系「SUPERうるぐす」テーマソング
4. EMPTY
  - 作詞：上木彩矢 / 作曲・編曲：渡辺未来
5. Break my day
  - 作詞：上木彩矢 / 作曲・編曲：森下志音、上木彩矢
6. Dear my ...
  - 作詞：上木彩矢 / 作曲・編曲：加藤裕介
7. sokubaku LOVE
  - 作曲：上木彩矢 / 作曲・編曲：渡辺和紀
8. CLAP YOUR HANDS
  - 作詞：上木彩矢 / 作曲・編曲：原一博
9. 248 Mile
  - 作詞：上木彩矢 / 作曲：佐々木收 / 編曲：日比野裕史
10. I wish in your dreams
  - 作詞：上木彩矢 / 作曲・編曲：原一博
11. W-B-X 〜W-Boiled Extreme〜（AYA KAMIKI w TAKUYA）
  - 作詞：藤林聖子 / 作曲：鳴瀬シュウヘイ / 編曲：TAKUYA、鳴瀬シュウヘイ

「上木彩矢 w TAKUYA」名義でリリースされたコラボレーション・シングル。テレビ朝日系特撮テレビドラマ『仮面ライダーW』主題歌。

### DISC 2（初回盤のみ）
1. 世界中の誰もが
2ndアルバム『明日のために 〜Forever More〜』収録曲。
2. I'm your side
9thシングル「Summer Memories」のカップリング曲。
3. Can't stop fallin' in LOVE
1stアルバム『Secret Code』収録曲。
4. Crash
3rdアルバム『Are you happy now?』収録曲。
5. youthful diary
5thシングル「ミセカケの I Love you」のカップリング曲。
6. Whenever you're gone today
8thシングル「君去りし誘惑」のカップリング曲。
7. It's a beautiful day
3rdアルバム『Are you happy now?』収録曲。
8. EVER SO SWEET
10thシングル「世界はそれでも変わりはしない」のカップリング曲。
9. フレンズ
1stアルバム『Secret Code』収録曲。
10. ☆シュビドゥビバ☆
インディーズミニアルバム『CONSTELLATION』収録曲。

## レコーディング参加
- 岡本仁志（GARNET CROW） - ギター、ベース
- 葉山たけし - ギター、ベース
- 増崎孝司（DIMENSION） - ギター
- 森下志音 - ギター
- 麻井寛史 - ベース